# Suresh Tendulkar
Suresh D. Tendulkar (15 de febrero de 1939 - 21 de junio de 2011) fue un economista y exjefe de la Comisión Nacional de Estadística, nacido en India. Murió el 21 de junio de 2011.

## Primeros años
Suresh Tendulkar tuvo un doctorado en Economía de la Universidad de Harvard.

## Carrera
Suresh también dirigió un comité llamado Comité Suresh Tendulkar para examinar a las personas que viven bajo la línea de pobreza en la India. También estuvo en el banco de la Reserva de la Junta central de la India. Era un compañero de visita, profesor de economía en la Escuela Delhi de Economía, Universidad de Delhi, India.